# Riu trenat

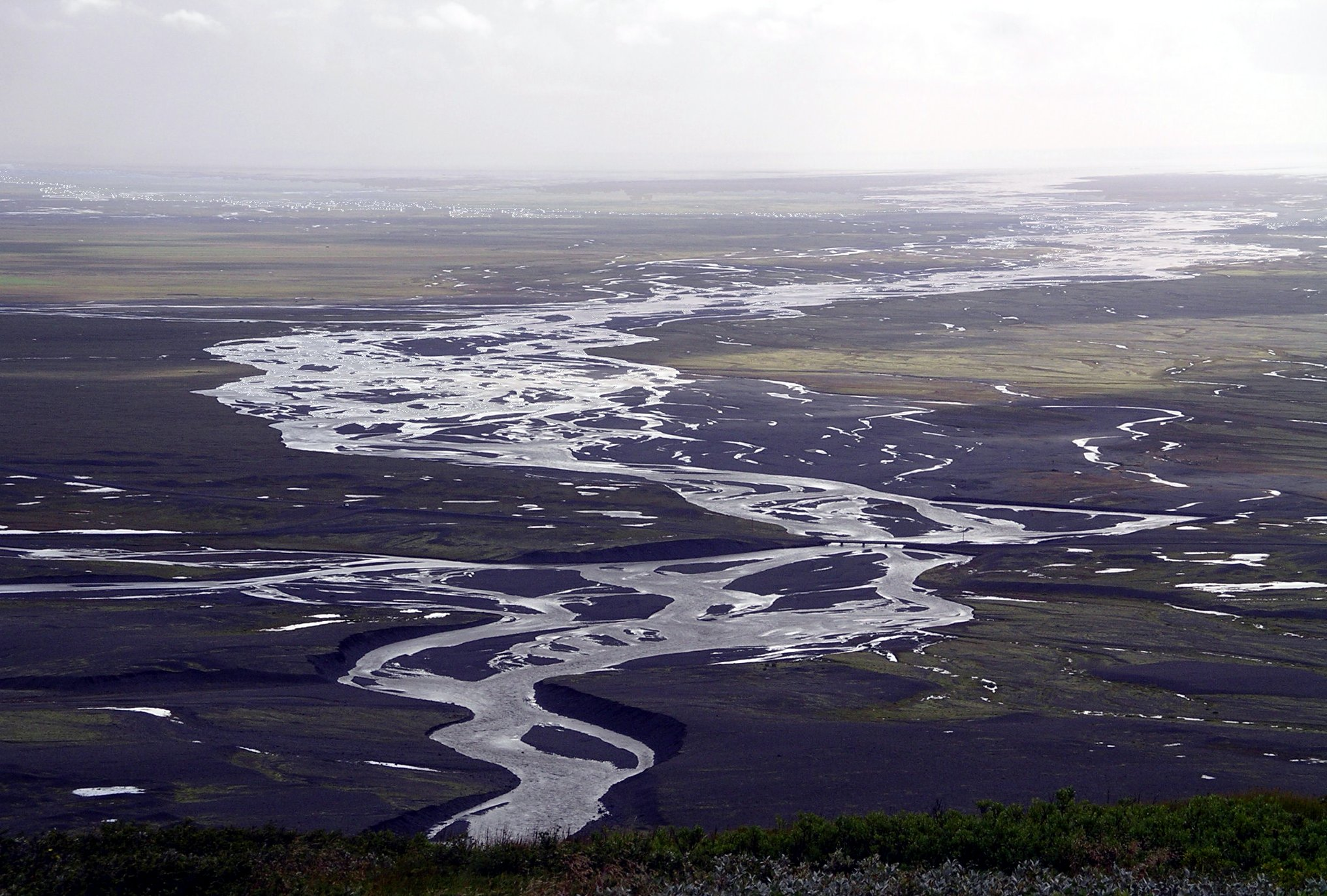
Riu Skeidarásandur vist des de Skaftafell (Islàndia)

Un riu trenat (o canal trenat) és un tipus de canal que consisteix en una xarxa de petits canals separats per petites, i sovint temporals, illes fluvials anomenades bancs trenats (en anglès ait o eyot).
Els rius trenats es produeixen en els rius amb alt pendent i / o càrrega de sediments de grans dimensions. Els rius trenats també són típics d'entorns que disminueixen dràsticament la profunditat del canal i, per tant, la velocitat de canal, com ara els deltes fluvials, cons de dejecció i peneplanes.

## Formació

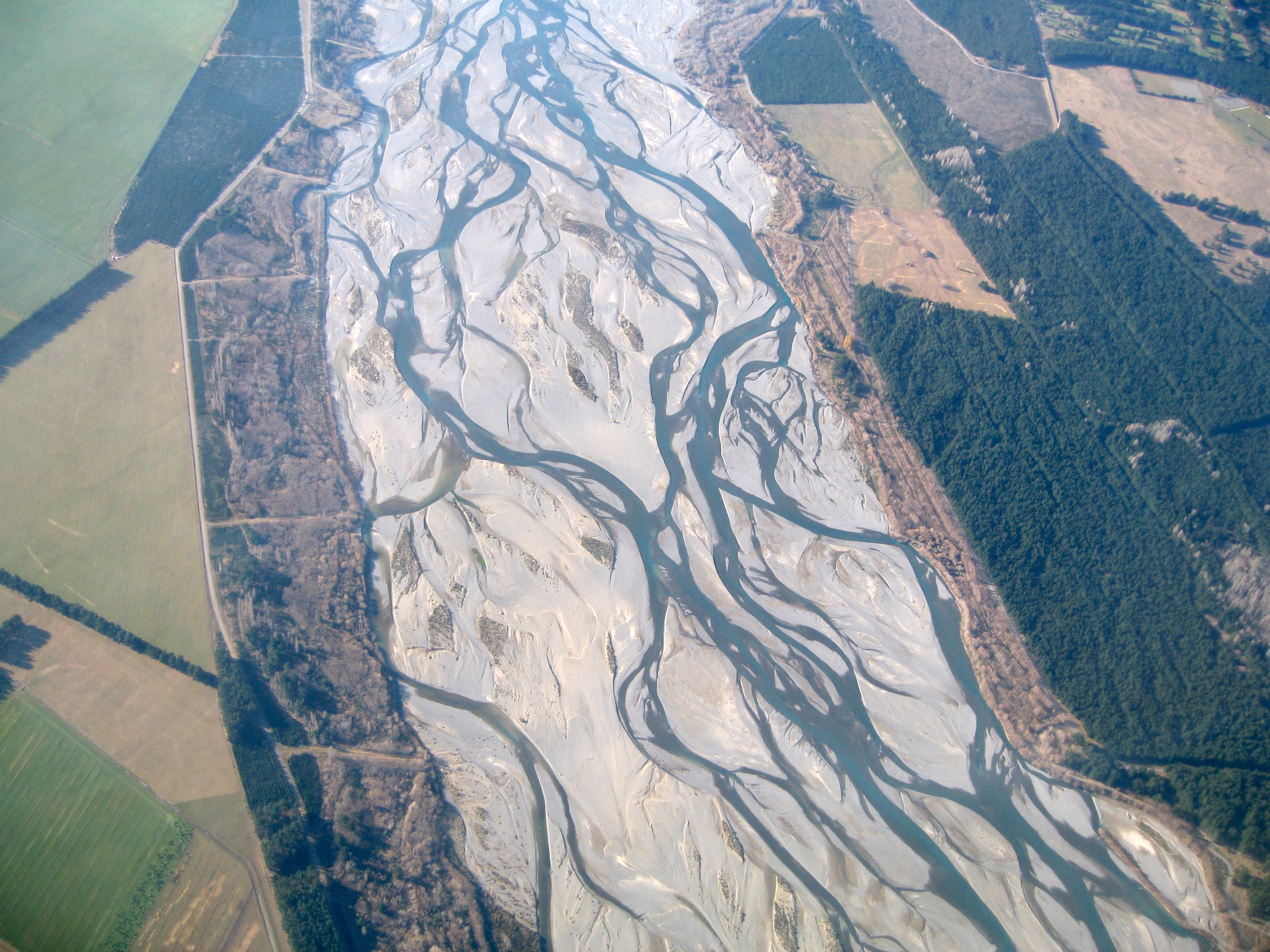
Des del seu naixement als Alps del Sud, el riu Waimakariri flueix a través de la planes de Canterbury de l'illa del Sud de Nova Zelanda

Els rius trenats, a diferència de rius serpentejants, es produeixen quan s'arriba a un nivell de llindar de càrrega de sediments o de pendent. Geològicament parlant, un increment en el pendent del riu i / o del seu cabal, comporta un augment de la càrrega de sediments, de manera que aquestes dues condicions es poden considerar idèntiques i, en conseqüència, una variació del pendent pot modelar una variació en la càrrega de sediments. Experimentalment es va determinar aquest llindar de pendent en 0,016 (m/m) per a un cabal de 0,0042 m³ / s amb sorra gruixuda mal classificada. Qualsevol pendent que superi aquest llindar crea un corrent trenada, mentre que pendents inferiors donen lloc a rierols serpentejants o, en pendents molt baixes, canals rectes.
Així, el principal factor per al desenvolupament del riu és la quantitat de sediments que porta. Una vegada que un sistema donat creua el llindar de càrrega de sediments, passarà de ser un riu serpentejant a un sistema trenat. També és important per al desenvolupament de canals la proporció de càrrega en suspensió de sediments que fa a la càrrega de fons. Un augment dels sediments en suspensió permet la deposició d'un material resistent i finament erosionat a l'interior de la corba, el que la accentuarà, i que, en alguns casos, causarà que un riu passi d'un curs trenat a un perfil serpentejant.
En general, els canals i els bancs trenats són molt mòbils, canviant sovint el traçat del riu de manera significativa durant les crescudes. Els canals es mouen lateralment a través de la velocitat diferencial: a l'exterior d'un revolt, més profund, l'aigua ràpida recull el sediment (normalment grava o pedres més grans), que es tornarà a dipositar en aigües de moviment lent a l'interior d'una corba.
Els canals trenats poden fluir dins d'una àrea definida pels bancs relativament estables o poden ocupar tot el fons d'una vall. El riu Rakaia en Canterbury (Nova Zelanda) ha tallat un canal de 100 metres d'ample en les planes circumdants.
Les condicions associades amb la formació de canals trenats inclouen:
- un subministrament abundant de sediments.[3]
- alt gradient de flux.[4]
- variacions ràpides i freqüents en la descàrrega d'aigua.[4]
- bancs erosionables.
- un gran gradient de canal.

## Localització

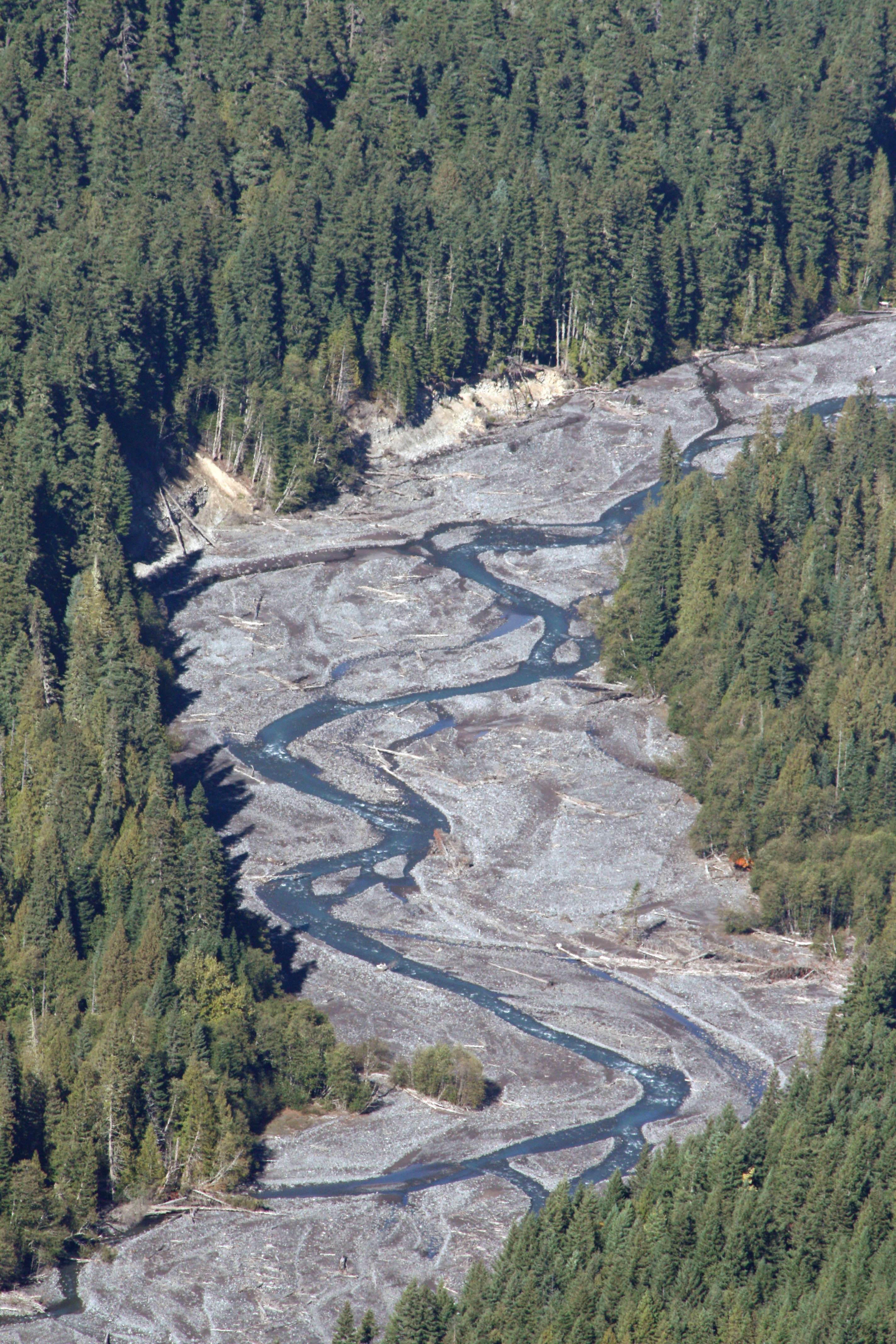
El riu White en l'estat de Washington (Estats Units d'Amèrica), transporta una gran càrrega de sediments des de la glacera Emmons del mont Rainier, un jove volcà en ràpida erosió

Els grans sistemes fluvials trenats es troben en les regions en què hi ha muntanyes joves amb forts pendents quan es posen en contacte amb planes sedimentàries amb un pendent molt menor, pel que la seva capacitat de càrrega (d'al·luvions) disminueix bruscament i gran part dels mateixos es dipositen a la llera, subdividint-lo en nombroses illes de grava i braços fluvials. Entre aquestes zones on es presenten freqüents lleres trenades a causa dels canvis de pendent es poden citar:
- A Amèrica del Nord, els rius que baixen de les muntanyes Rocoses són en la seva major part, rius trenats. El mateix succeeix a Amèrica del Sud pel que fa als Andes;Un exemple notable d'un gran riu trenat en els Estats Units és el riu Platte, al seu pas pel centre i oest de Nebraska, i el sediment de les zones àrides de les Grans Planes és augmentat per la presència de la regió propera de Sandhills al nord del riu. El conglomerat Sewanee, una unitat de gresos i conglomerats gruixuts del Pennsylvanià present en l'altiplà de Cumberland,[5] pot haver estat dipositat per un antic trenat i meandres del riu que una vegada va existir en l'est dels Estats Units.[6] Altres han interpretat l'ambient de dipòsit per a aquesta unitat com un delta de marea.[7]

- Illa del Sud de Nova Zelanda; pràcticament, la totalitat dels rius a l'Illa del Sud de Nova Zelanda són rius trenats. Tots aquests rius tenen pendents relativament forts, curs gairebé rectilini i es desenvolupen en muntanyes elevades (Alps neozelandesos) que en moltes parts contenen materials volcànics: Entre aquests rius els més importants són: Waitaki River, Oreti River, Arawhata River, Haast, Okuru, Karangarua River, Fox River, Waikukupa River, Waiho River, i Fox Glacier Hwy
- Cordillera de l'Himàlaia; l'enorme sistema fluvial Brahmaputra-Jamuna és un exemple clàssic d'un riu trenat.[8] Una part del baix riu Groc té una forma trenada.[9]
- Nord d'Itàlia; Europa té alguns rius trenats, com el Narew a Polònia i Belarús. Però la major regió amb rius trenats és el nord d'Itàlia, a la vall del Po, on els rius baixen des dels Alps i els Apenins a la plana Padana. Allà destaca el Tagliamento, de conca mitjana i que arriba a tenir 1 km d'amplada en el seu curs mig, enfront dels menys de 200 m al curs baix. També el Meduna i el Cellina, afluents del Livenza, que quan conflueixen tenen una via de més de 3 km d'amplada, i el riu Piave. Tots aquests descendeixen dels Alps cap al golf de Venècia. Els afluents del Po que presenten un curs trenat són el Trebia, el Nure, el Taro (amb els seus afluents Noveglia, Pessola i Sopo), el Parma (amb el seu afluent el Baganza), l'Enza i el Secchia. Tots ells descendeixen dels Apenins i es converteixen en rius de plana amb llit estret i sinuós quan arriben a la plana Padana.
- Àfrica, per exemple, a la vall de Touat.

## Distinció entre riu trenat i riu anastomosat
Els rius anastomosats són similars als rius trenats en què consten de diversos canals imbrincats. No obstant això, els típics rius anastomosats consisteixen en una xarxa de baix gradient, canals profunds i estrets, amb bancs de sorra estables, en contrast amb rius trenats, que es formen en els gradients més pronunciats i els bancs mostren una menor estabilitat.

## Galeria d'imatges

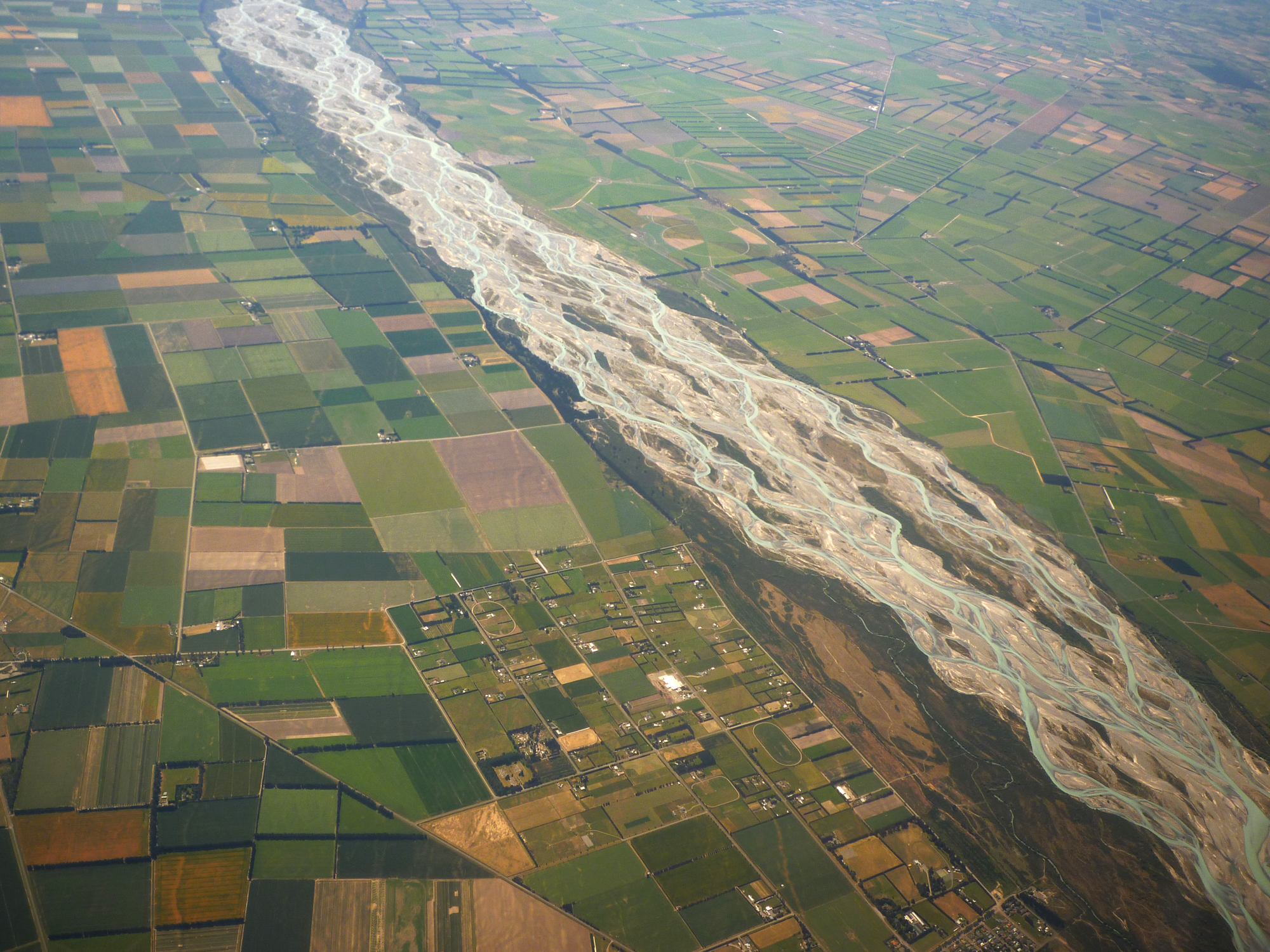
Riu Rakaia, Illa del Sud (Nova Zelanda)
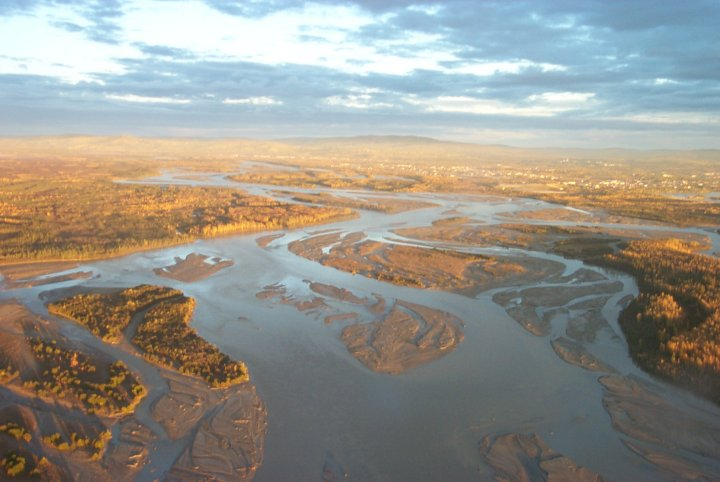
Riu Tanana, Alaska (Estats Units)
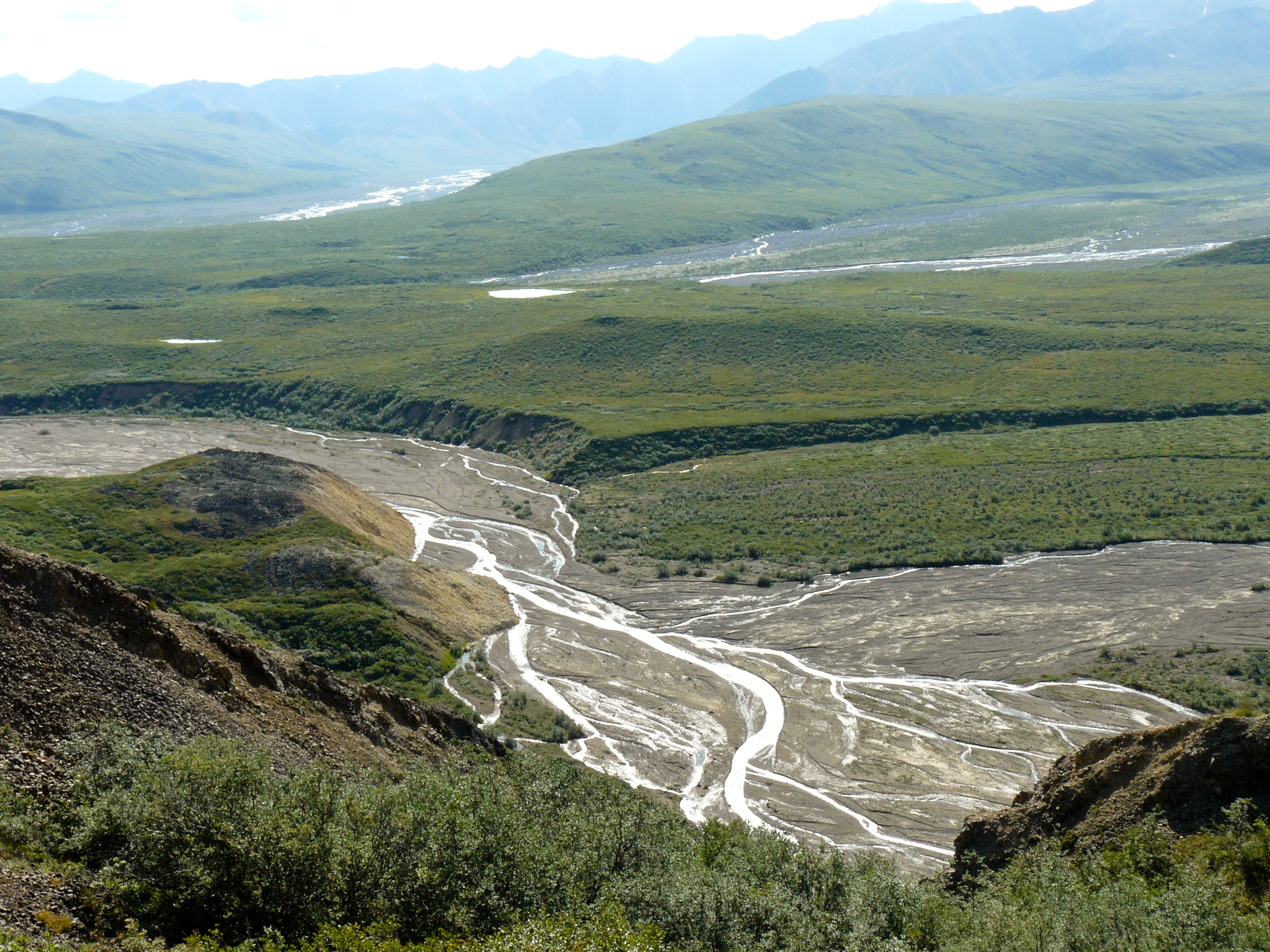
Riu Toklat, Denali National Park and Preserve, Alaska (Estats Units)
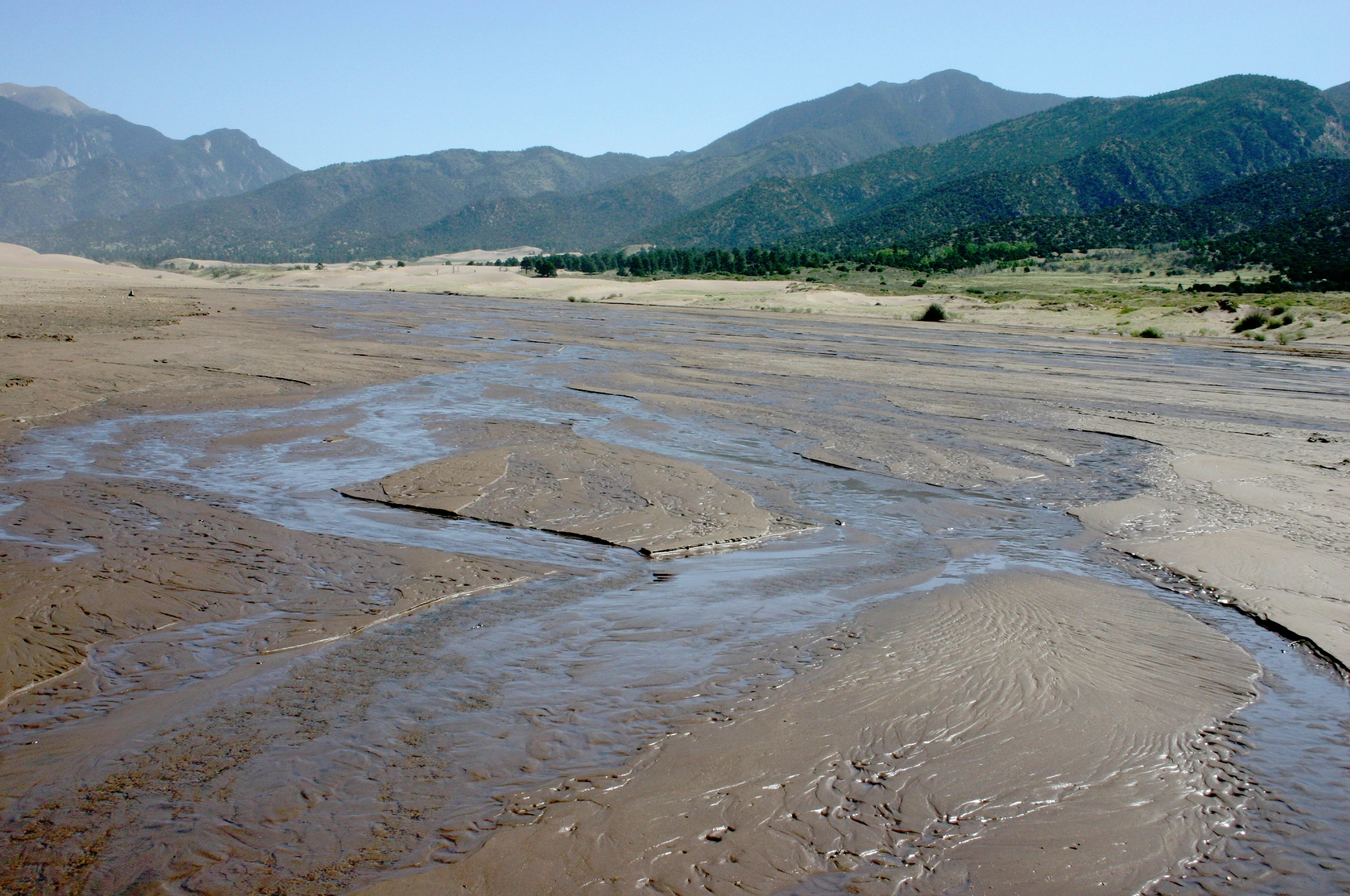
Medano Creek, Great Sand Dunes National Park and Preserve, Colorado (Estats Units)
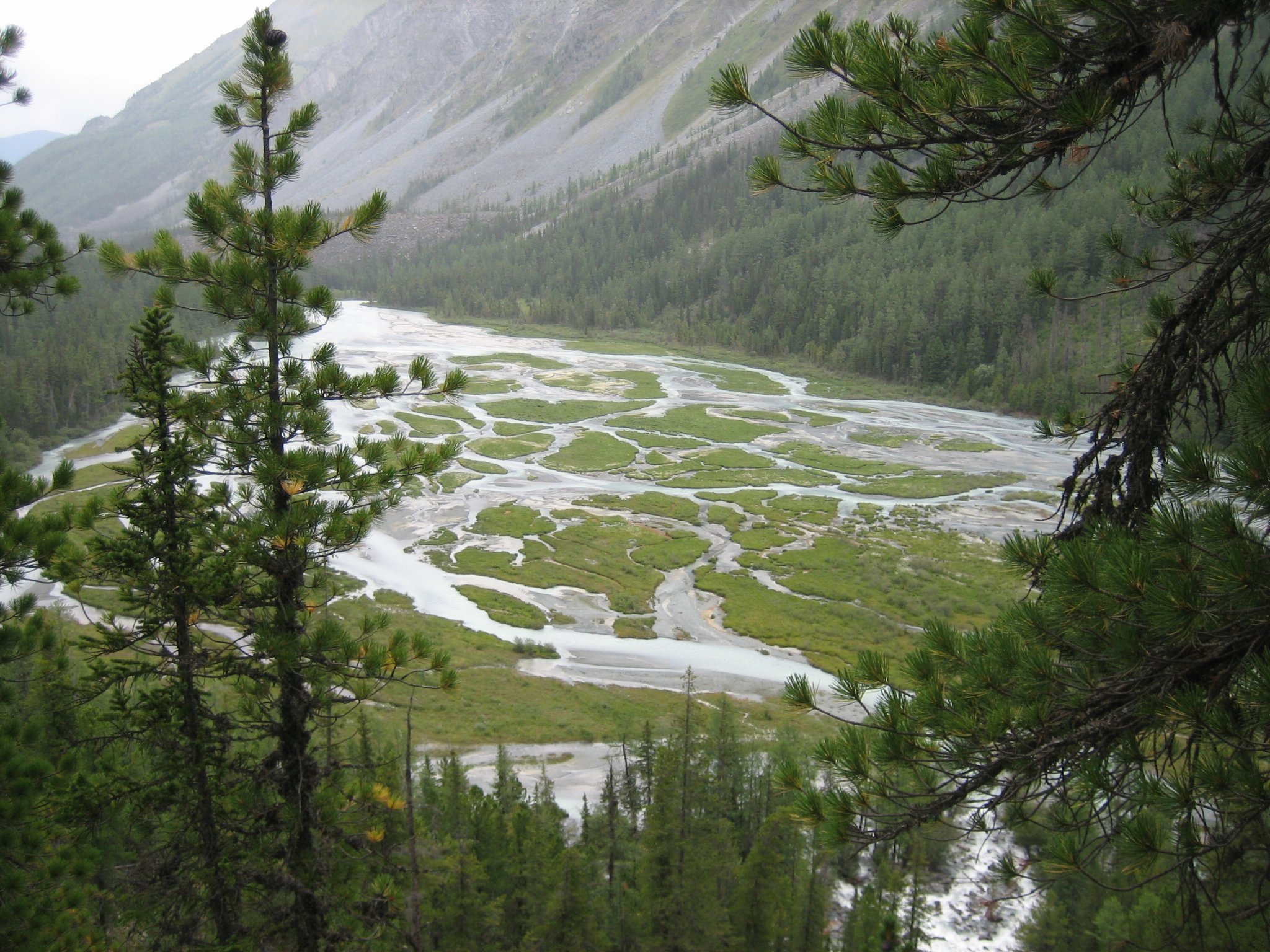
Riu Kurchela (Rússia)